# El Serrat de l'Ocata
|  | Per a altres significats, vegeu «el Serrat de l'Ocata (Figaró-Montmany)». |

El Serrat de l'Ocata és un veïnat de masies disseminades que enllaça amb la urbanització del Serrat de l'Ametlla, convertida oficialment en barri de l'Ametlla i denominada avui dia, simplement, el Serrat o, oficialment, el Serrat de l'Ocata. Pertany al terme municipal de l'Ametlla del Vallès, al Vallès Oriental. Juntament amb el Serrat de l'Ametlla, formava un barri de 1.794 habitants, una quarta part de la població del terme, l'any 2005.
És al nord del terme municipal, a tocar dels termes municipals del Figaró-Montmany i Bigues i Riells. El barri original és un conjunt de masies del segle xiv properes al santuari de Puiggraciós, que es va estructurar com a veïnat aïllat respecte del cap del municipi. Estava dedicat a l'agricultura minifundista en terres dels turons contigus. Actualment queden íntegres encara no una dotzena de masies (Can Panxa Rossa, Can Rit, Can Calces, Can Tomeu, Can Roses, Can Xacó, Can Mestre, Can Joanet, Ca l'Arcís, Can Manel i Can Joan Badia), si bé les feines agrícoles s'han abandonat. Al sud-oest d'aquesta zona hi ha el mas Puigllonell, una gran finca originària del segle xii que a mitjans del segle xx va urbanitzar una bona part de les terres i va donar pas a la urbanització del Serrat, avui dia inserida en la trama urbana de l'Ametlla i, per tant, convertida en barri del poble. El Serrat acull una quarta part de la població del municipi.